# Schepenlaanbrug
Schepenlaanbrug (brug 907) is een bouwkundig kunstwerk in Amsterdam-Noord.
Deze brug annex viaduct is gelegen in de Schepenlaan. Ze overspant daarbij een voet- en rijwielpad dat parallel loopt aan de Kamperfoelieweg en naar het noorden doorloopt tot langs het Koopvaardersplantsoen. Oorspronkelijk lag op de plaats van het fietspad een tijdelijke verbindingsweg tussen de Floraweg en het Koopvaardersplantsoen waardoor het mogelijk werd op 14 juni 1965 de toenmalige bus A te verlengen van Floradorp naar de nieuwbouw in de Banne. Het viaduct draagt bij aan gescheiden verkeersstromen in de buurt Banne Buiksloot, gemotoriseerd verkeer boven, langzaam verkeer onder. Pas sinds oktober 1974 rijdt er een buslijn over de brug, bus 36, met onderbreking van mei 1983 tot juli 2018 toen er andere lijnen reden.  
De brug is een van de circa twintig bruggen die architect Sier van Rhijn voor de Dienst der Publieke Werken ontwierp. De bestektekeningen vermeldden daarbij zijn huis/kantooradres aan de Nicolaas Maesstraat 106. Het bouwwerk kreeg de kleuren grijsblauw en diepblauw mee, een combinatie die vaker werd gebruikt voor kunstwerken in Amsterdam-Noord. Van Rhijn schreef voorts reliëfs voor in het beton van de wanden; reliëfs die later opgefleurd werden door kleine speelse schilderingen van kinderen uit de buurt. De brug heeft forse stalen leuningen. Verder vertoont ze gelijkenis met de Buiksloterbreekbrug (brug 908) van dezelfde architect en uit hetzelfde jaar.
De brug ging tot december 2018 naamloos door het leven. De gemeenteraad liet de brug toen vernoemen naar de bovenliggende weg, Schepenlaan.

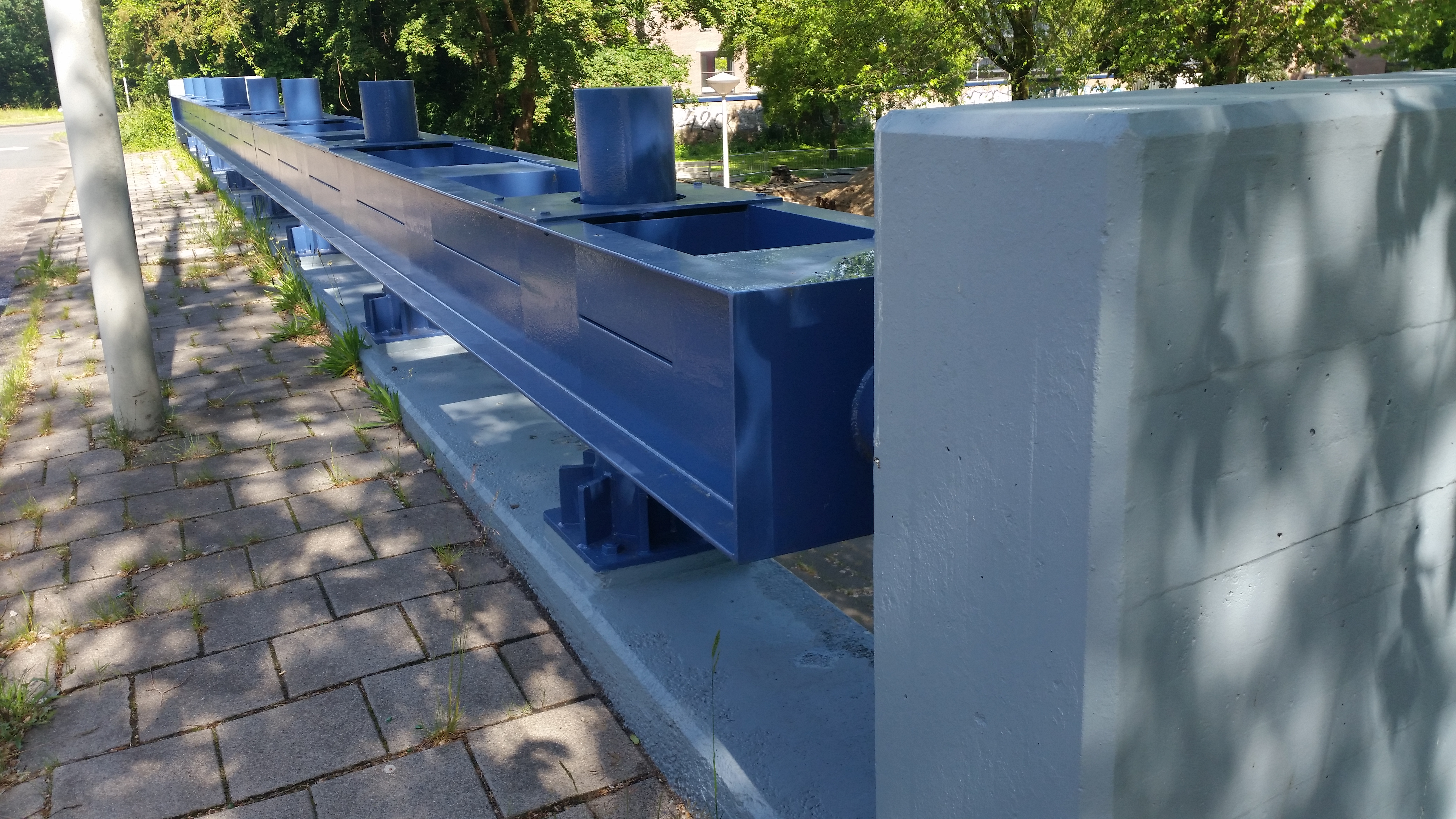
Leuning van brug 907 (mei 2019)
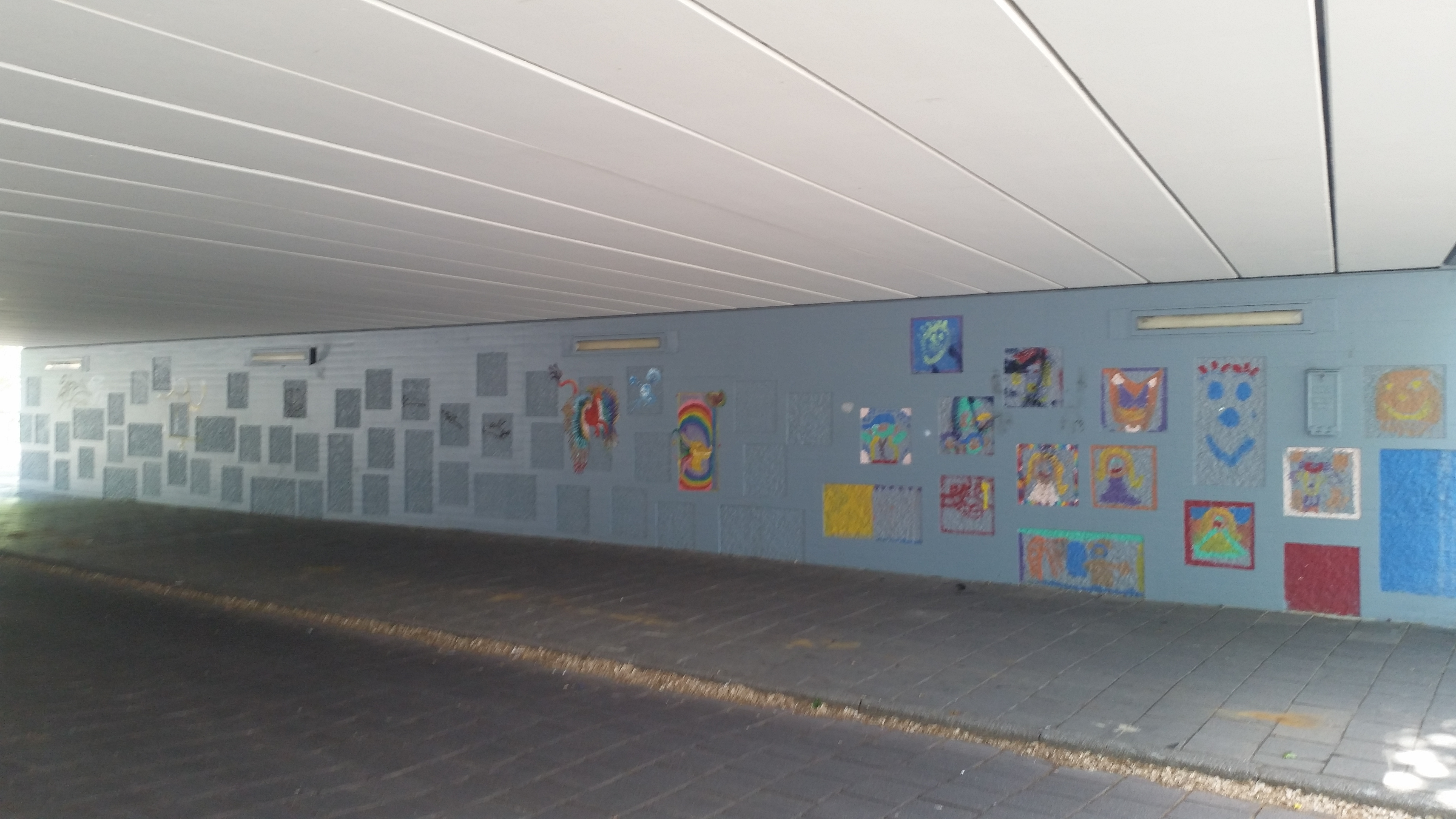
Kinderkunst op brug 907 (mei 2019)

<<< · 900 · 901 · 904 · 905 · 906 · 907 · 908 · 909 · 912 · 913 · 914 · 915 · 916 · 917 · 918 · 919 · 920 · 923 · 924 · 930 · 932 · 933 · 934 · 935 · 936 · 937 · 939 · 943 · 944 · 945 · 946 · 947 · 948 · 949 · 950 · 951 · 952 · 953 · 954 · 956 · 957 · 958 · 959 · 960 · 961 · 962 · 963 · 964 · 965 · 966 · 967 · 968 · 970 · 971 · 972 · 973 · 974 · 975 · 978 · 979 ·  980 · 981 · 984 · 985 · 986 · 987 · 988 · 989 · 990 · 991 · 992 · 993 · 994 · 995 · 996 · 997 · 998 · 999 · >>>
Brugnummers  902, 903, 910, 911, 920, 921, 922, 925, 926, 927, 928, 929, 931, 937, 938, 940, 941, 942, 955, 969, 976, 977, 982, 983 zijn niet (meer) vergeven.